# War Medal 1939-1945
La Médaille de la guerre 1939-1945, créée le 16 août 1945, était décernée à tous les officiers et à tout le personnel non-officier des forces armées britanniques et de la marine marchande en reconnaissance d'au moins 28 jours de service entre le 3 septembre 1939 et le 2 septembre 1945.
Les personnels étrangers servant sous uniforme britannique ou au sein d'unités britanniques pouvaient également recevoir cette médaille. Dans la marine marchande, il faut avoir servi pendant 28 jours en mer.
Cette médaille est attribuée sans conditions de durée en cas de blessure, de décès et pour les prisonniers de guerre.
L’attribution d’une des Étoiles (Stars) (Étoile de la Guerre 1939-45 ou 1939-45 Star, Étoile d’Afrique ou Africa Star…) entraîne de facto le droit de porter cette médaille.
Il n'y a pas de barrette, mais les récipiendaires portent sur le ruban une feuille de chêne (oak leaf) en bronze s'ils ont fait l'objet d'une citation à l'ordre du jour (Mention in despatches) et une feuille de chêne en argent s'ils ont reçu un éloge du Roi (King Commendation) pour bravoure.

## Description
Une médaille circulaire de 1,42 pouce de diamètre en cupronickel.
Avers : Une effigie du roi George VI couronné, tourné vers la gauche, avec la légende GEORGIVS VI D : BR : OMN : REX ET INDIAE IMP :.
Le ruban de 1,25 pouce de largeur est composé de sept bandes, quatre larges et trois étroites (celles du centre), rouge, bleu foncé, blanc, rouge, blanc, bleu foncé et rouge. Ce sont les couleurs des Alliés.
Revers : Un lion foulant un dragon à deux têtes : les deux têtes, l’une d'aigle et l’autre de dragon, symbolisent les deux principaux ennemis en Occident et en Orient, l’Allemagne et le Japon.
Cette médaille était décernée sans le nom du récipiendaire.